# 建部和仁
建部 和仁（たてべ かずひと、1947年5月25日 - ）は、日本の大蔵官僚。九州財務局福岡財務支局長、欧州復興開発銀行理事、国際交流基金理事、造幣局理事を経て、2006年からルクセンブルク大公国駐箚特命全権大使を務めた。

## 人物・経歴
東京大学法学部卒業後、1970年大蔵省入省（主税局国際租税課）。1972年フランス留学、1974年7月国際金融局国際機構課国際機関係長。1975年7月洲本税務署長。1976年7月関税局総務課長補佐。その後は大蔵省理財局国有財産総括課長等を経て、1994年九州財務局福岡財務支局長。1996年欧州復興開発銀行理事。1999年国際交流基金理事。2003年造幣局理事。2006年ルクセンブルク大公国駐箚特命全権大使。2009年損保ジャパンDC証券監査役。2012年損害保険ジャパン顧問、マネックスグループ顧問。同年東京弁護士会弁護士登録。2014年雪国まいたけ監査役。

## 著書
- 『国有財産法精解 平成6年改訂』大蔵財務協会 1994年
- 『小さな大国 ルクセンブルク』かまくら春秋社 2010年